# Prosarthria
Prosarthria is een geslacht van rechtvleugeligen uit de familie Proscopiidae. De wetenschappelijke naam van dit geslacht is voor het eerst geldig gepubliceerd in 1890 door Brunner von Wattenwyl.

## Soorten
Het geslacht Prosarthria omvat de volgende soorten:
- Prosarthria caucensis Hebard, 1923
- Prosarthria teretrirostris Brunner von Wattenwyl, 1890